# لوکاش پروود
لوکاش پروود (انگلیسی: Lukáš Provod؛ زادهٔ ۲۳ اکتبر ۱۹۹۶) بازیکن فوتبال اهل جمهوری چک است.
از باشگاه‌هایی که در آن بازی کرده‌است می‌توان به باشگاه فوتبال ویکتوریا پلزن اشاره کرد.
وی همچنین در تیم‌های ملی فوتبال زیر ۲۱ سال جمهوری چک، و جمهوری چک بازی کرده‌است.